# Lee »Scratch« Perry
Lee »Scratch« Perry (rojen Rainford Hugh Perry), jamajški glasbenik, pevec in glasbeni producent, * 20. marec 1936, Kendal, Jamajka, † 29. avgust 2021, Lucea, Jamajka.
Perry je imel velik vpliv na razvoj in sprejemanje reggaeja in duba na Jamajki ter drugod po svetu. Znan je z več psevdonimi, ko sta na primer Pipecock Jackxon in Prevratnik (The Upsetter).
Svojo glasbeno pot je začel v poznih 1950-ih kot prodajalec plošč za sound system Sira Coxsonea. Ko se je včasih turbulentno razmerje s Coxsoneom razvilo, je opravljal več pomembnih nalog v Coxsoneovem priljubljenem Studiu One, in sprva za založbo posnel skoraj trideset pesmi. Svojo prvo priljubljeno pesem Chicken Scratch je posnel leta 1965.
Zaradi nesoglasij in denarnih sporov je Perry zapustil Coxsoneov studio in iskal druge glasbene priložnosti. Kmalu je deloval pod okriljem Amalgamated Records Joea Gibbsa.
Tudi njegova sinova Omar in Sean ter hči Marsha so priznani glasbeniki.